# Saúde (Bahia)
Saúde é um município brasileiro do estado da Bahia.
O nome Saúde surgiu porque a área onde foram estabelecidos os primeiros assentamentos era vista como benéfica para a saúde daqueles que ali passavam a noite.

## História
A história da cidade remonta a um primitivo assentamento bandeirante erguido em uma área habitada originalmente por indígenas Paiaiás, posteriormente catequizados pelos jesuítas, que construíram no local a primeira igreja da região. O povoado foi inicialmente edificado em 1765 pelos fundadores, os bandeirantes João Guaramacho e Garibão, que o denominaram Arraial de Nossa Senhora da Saúde, em referência ao clima e salubridade da região. 
O Arraial esteve subordinado a Jacobina até 06/07/1914, quando, pela Lei Estadual 1.024, emancipou-se e passou a se chamar Município de Saúde. Em 08/07/1931, o município foi extinto e novamente anexado a Jacobina pelo Decreto Estadual 7.479, retornando dois anos depois à categoria de município pelo Decreto Estadual 8.463 de 01/06/1933. Na década de 60, Saúde sofreu dois desmembramentos de território, quando se tornaram independentes os municípios de Mirangaba (1961) e Caldeirão Grande (1962).

## Geografia
Distante 353 km da capital do estado, Salvador, e a ela conectada por via rodoviária pela BA-131 e BR-324, Saúde está situada na Serra da Jacobina, numa região de relevo montanhoso composto principalmente de solos dos tipos latossolo vermelho-amarelo distrófico, litólico distrófico, podzálico vermelho-amarelo eutrófico e planossolo solódico eutrófico, aptos para lavouras, mas restritos para pastagens naturais. A estrutura geológica do município inclui biotitas-gnaisse, filitos, gnaisses charnockíticos, granitos-gnaisse, metassiltitos, mica xistos, quartzitos e rochas básicas-ultrabásicas, com ocorrência de manganês, cromo, ouro e quartzo verde. 
A vegetação compõe-se de contato caatinga-floresta estacional, contato cerrado-floresta estacional e contato cerrado-floresta ombrófila. 
O clima situa-se entre o seco e sub-úmido, com um período de chuvas entre os meses de novembro e janeiro. A temperatura média anual é de 23,3° C, com mínima de 19,2° C e máxima de 28,3° C, e pluviosidade média anual de 1.016 mm. 
Os principais rios do município, que integra as bacias hidrográficas do São Francisco e do Itapicuru, são o Itapicuru-Açu, o Rio das Pedras e o Rio Paiaiá. Em Saúde localizam-se os açudes e barragens do Jenipapinho, Cardoso e Biquinhos.

## Estrutura administrativa

### Executivo
- Ação e Desenvolvimento Social
- Administração, Finanças e Planejamento
- Agricultura e Desenvolvimento Econômico
- Chefia de Gabinete
- Educação, Cultura, Esporte e Lazer
- Obras e Infraestrutura
- Saúde
- Turismo e Meio Ambiente
- Setores[8]

## Educação
Entre as instituições públicas de Educação Básica estão o Colégio Estadual Ernesto Carneiro Ribeiro, Colégio Municipal Osvaldo Pereira e outras.